# El Putxet i el Farró
El Putxet i el Farró, també escrit de manera no normativa el Putget i el Farró, és un barri del districte de Sarrià - Sant Gervasi de la ciutat de Barcelona. Està format per dos nuclis o barris, el Putxet, al nord, i el Farró, al sud. Aquesta agrupació d'aquests dos barris va ser creada l'any 2007 a partir de la nova distribució de barris que va aprovar l'Ajuntament de Barcelona.

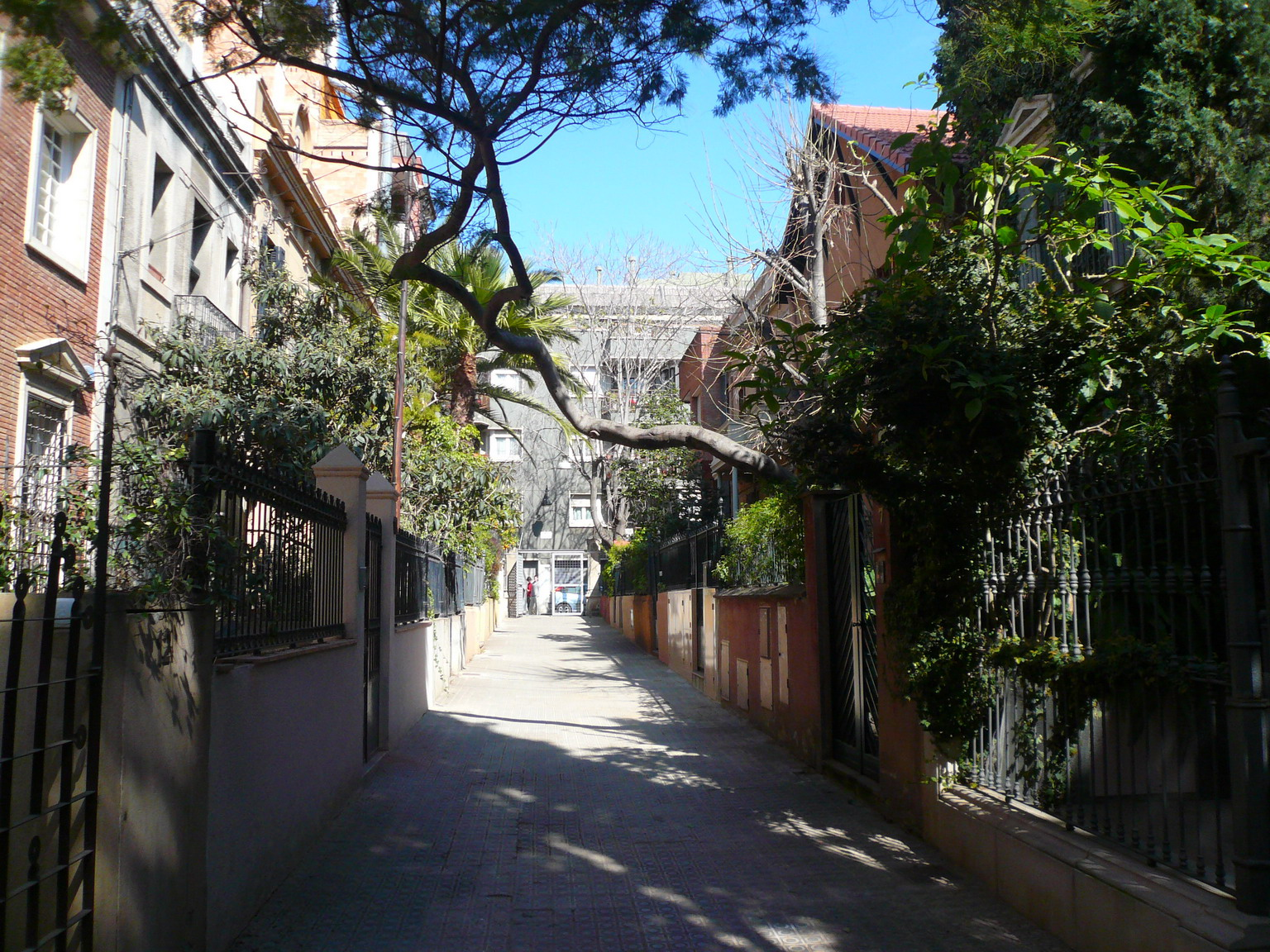
El Passatge de Sant Felip, al barri del Farró

És delimitat per l'Avinguda de la República Argentina, la Plaça de Lesseps, l'Avinguda de la Riera de Cassoles, la Via Augusta, el Carrer de Balmes (la Plaça Molina) i el Passeig de Sant Gervasi. Actualment una bona part de la seva superfície està ocupada pel Parc del Putxet. Un altre parc del barri són els Jardins de Portolà. Ambdós dels sectors que formen el barri estan habitats majoritàriament per població de classe mitjana acomodada, perquè en el passat va ser una zona d'estiueig de la burgesia. També s'hi han instal·lat molts veïns del barri de Gràcia.
El Putxet és una petita muntanya que s'estén entre Sarrià - Sant Gervasi i Vallcarca i els Penitents, on hi havia hagut una capella al segle xvii, però no fou fins al 1870 que s'hi van començar a construir torres per a la burgesia barcelonina que es traslladava de la Barcelona vella. Aquest barri integrava, juntament amb la Bonanova i Lledó, l'antic terme municipal de Sant Gervasi el 1879. Als inicis fou un nucli principalment d'estiueig, però amb l'arribada del ferrocarril de Sarrià a Barcelona, el metro i tramvies (com el que passava per l'eix del carrer Saragossa), es convertí en un lloc de residència habitual.
L'altre sector, per sota de la Ronda del General Mitre, és el Farró, que s'estén al voltant dels carrers de Saragossa i de Vallirana. El nucli rep el seu nom de Silvestre Farró, que a principis del segle xix hi construí les primeres cases. En aquest sector destacaven les cases baixes amb patis interiors i els passatges de cases adossades, com ara el de Sant Felip o el de Mulet, normalment construïdes al voltant de torres d'estil colonial o modernista construïdes per la classe benestant barcelonina amb finalitat d'estiueig (n'hi ha que han estat substituïdes per pisos, però encara en queden algunes).